# しゃかり
しゃかりは、沖縄県を出身地とする日本のバンドである。1998年結成。
「しゃかり」というバンド名は、ボーカルの千秋の出身町である沖縄本島北谷町の謝苅（じゃーがる）を当て読みしたものを由来としている。

## メンバー
千秋（ちあき、1972年 - ）北谷町出身。
- 本名は、上地千秋。
- ボーカル担当。

上地 一成（うえち かずなり、1964年 - ）那覇市出身。
- 愛称「かんなり」。
- ドラム、パーカッション、三線、ギター担当。

## 元メンバー
嘉手苅 勝（かでかる まさる、1965年 - ）南風原町出身。
- ギター担当。
- 2009年3月、バンドを卒業した（詳細は後述）。

## 来歴
元ディアマンテスのコーラスだったボーカルの千秋と、ギターの嘉手苅勝が1998年に結成した。結成当初りんけんバンドのドラムであった上地一成はプロデューサーとして参加していた。
1998年6月21日『永遠に響かせたなら』でデビュー。2000年10月11日には初の単独ホールコンサートを沖縄コンベンションセンターで開催した。2001年からはリーダーの上地がプロデューサー兼メンバーの一員になった。沖縄県では圧倒的な知名度はあったが、2003年の『いしじ～礎～』でメジャー・デビューを果たし、知名度は徐々に上がって来ている。2006年5月10日には千秋が『角松敏生 with 千秋』としてシングル『Smile』を発売。2008年6月21日デビュー10周年を迎える。同年11月22日には北谷町・ちゃたんニライセンターカナイホールで「10周年記念コンサート」を開催、角松らゲストを迎えて節目を祝った。2009年1月22日、公式ブログにて、ギターの嘉手苅勝が同年3月29日のライブをもってバンドから脱退することを発表。同日に予定通りライブを行い、嘉手苅はメンバーとしての活動を終えた。なお、バンド自体は千秋を中心に、今後も活動を続けるとしている。

## ディスコグラフィ

### シングル
- 永遠に響かせたなら(1998年6月21日)
- 心の声(1999年2月11日)
  - 福岡放送「ナイトシャッフル」における今井雄太郎のテーマソング。
  - 本人達も番組に出演した。
- 空の風(1999年10月28日)
  - NAHAマラソン公式テーマソング。公募された詞を上地 一成が作曲した。
- 二十五色(2000年4月1日)
- 新しい私(2001年6月21日)
- 心の声(2001年7月30日)
- 童神(2003年12月3日)
- Go～Meの想い(2005年6月15日)
- Smile(2006年5月10日)
- 結まーる(2009年9月18日)
- 愛々と/千年きらら(2012年4月20日、※ココスアイランド限定発売)

### アルバム
- 言葉のかわりに(1999年10月28日)
- かふう(2001年9月20日)
- いしじ～礎～(2003年8月20日)
- コドウ(2005年7月27日)
- ゆるり(2006年10月26日)
  - 角松敏生シングル「Always Be With You」カバー曲収録
- 歌やびら(2007年9月26日)
- 10th anniversary BEST～僕という名の地図～(2008年10月22日)
- CHIAKI(2010年4月14日)
  - 角松敏生プロデュース、千秋ソロ・アルバム
- 笑って(2011年7月6日)

### DVD
- ユメノカタチ(2000年12月19日)

## テレビ・ラジオ出演
- ちあきってる感じ(RBCiラジオ、2003年～2007年)※千秋の冠番組